# Blood Feud (Симпсоны)
«Blood Feud» (с англ. — «Кровная месть») — последний, двадцать второй эпизод второго сезона мультсериала «Симпсоны», премьера которого состоялась в США 11 июля 1991 года. Режиссёром серии был Дэвид Силверман, а сценарий был написан Джорджем Майером. В этом эпизоде впервые появляется голова Эстакатаки, её можно увидеть во многих более поздних сериях в подвале Симпсонов.

## Сюжет
В Спрингфилде проходило торжественное открытие аварийной сигнальной системы, сообщавшей об экстренных ситуациях на АЭС. На церемонии открытия должен был присутствовать мистер Бёрнс, однако его не было. Смитерс поехал к нему домой. Бёрнсу стало плохо — он был настолько слаб, что упал на пол и не мог подняться. Доктор Хибберт, вызванный Смитерсом, сказал, что у Бёрнса анемия, и он нуждается в переливании крови. К счастью, у Барта оказалась та же группа крови, что и у Бёрнса, и Гомер уговорил Барта стать донором, обещая, что мистер Бёрнс в будущем обогатит их.
Мистеру Бёрнсу перелили кровь Барта, и он, вновь полный сил, вернулся на станцию. Он решил написать автобиографию, в которой рассказал бы о том, как боролся с болезнью. Не забыл он и Барта, решив отправить ему благодарственное письмо.
Вскоре Симпсоны получили письмо, но оно вовсе не обрадовало их. Гомер был очень разозлён тем, что его семья не получила никакой материальной выгоды, и он решил написать мистеру Бёрнсу ответное письмо, где открыто оскорблял его. Однако же Мардж сумела переубедить Гомера, и тот оставил письмо на столе. Утром Барт бросил письмо в контейнер сам. Гомер, узнав об этом, был очень расстроен и испуган.
Он решил выкрасть письмо из стопки, которая хранилась в кабинете мистера Бёрнса, однако ему это не удалось, и по стечению обстоятельств мистер Бёрнс читает письмо при Гомере и, разумеется, он очень разозлён. Бёрнс уволил его, но решил не останавливаться на этом. Он приказал Смитерсу, чтобы Гомера поколотили. Смитерс, однако, убедил Бёрнса в том, что он был неправ, не отблагодарив Барта за спасение жизни. Бёрнс, как ни странно, согласился с ним и решил загладить свою вину перед Симпсонами, подарив им что-нибудь. После долгих поисков мистер Бёрнс остановил свой выбор на статуе-голове ольмекского бога войны Эстакатаки. Огромную статую помещают в дом Симпсонов, чем и заканчивается серия.

## Производство
Сценарий серии был написан Джорджем Майером, режиссёром был Дэвид Силверман, идея сюжета серии была предложена исполнительным продюсером Сэмом Саймоном и сценаристами Майком Рейссом и Элом Джином. Идея этой серии пришла им в голову, когда работа бригады уже подходила к концу, и в этот момент они узнали, что одному из рабочих съёмочной группы требуется переливание крови. Они подумали, что было бы забавно, если бы такая же проблема возникла у мистера Бёрнса. Поскольку идея была озвучена тогда, когда основная работа над сезоном была совершена, премьера серии состоялась позднее, чем обычно и сначала даже не была указана в списке эпизодов второго сезона «Симпсонов», но потом этот эпизод всё же был добавлен в список серий. Джин и Рейсс также делали последние исправления в сценарии, написанном Майером.
В озвучивании серии не принимал участия Гарри Ширер, поэтому мистера Бернса и Смитерса за него озвучивал Дэн Кастелланета.
У создателей эпизода были проблемы с концовкой серии, и они так и не пришли к консенсусу по поводу её конца и решили закончить её наиболее простым методом: обсуждением Симпсонами итогов серии. Позже в своей книге «Планета Симпсонов» один из авторов сериала Крис Тёрнер описал концовку, как «типичную концовку любого ситкома с выведением морали произошедшего».
Этот эпизод является любимым для Дэвида Силвермана, который считает, что именно в этой серии появились многие «гомеризмы»: выражение голосом Гомера его мыслей (при этом сам Гомер не говорит), его оттенки голоса — особенно высокий — любимые поклонниками Симпсонов по всему миру и др.
Голова Эстакатаки, впервые появившаяся в этом эпизоде, хоть и напоминает головы, созданные ольмеками, но всё же имеет несколько отличий от традиционной ольмекской культуры, главным образом в цвете фигуры.

## Отношение критиков и публики
Эпизод был высоко оценён критиками: так, авторы одного из неофициальных гидов по «Симпсонам» Уорен Мартин и Адриан Вуд писали: «Это — один из тех эпизодов, о котором всегда будут говорить при обсуждении „Симпсонов“». Создатель другого DVD-гида Колин Якобсон так отзывался об этом эпизоде: «Этот эпизод выглядит намного более логично вытекающим и более разносторонним, чем обычно. В нём есть много отсылок как к предыдущим сериям „Симпсонов“, так и к другим фильмам, мультфильмам и т. п. При этом этот эпизод остаётся очень занимательным».
Разные интернет-сайты давали различные оценки этому эпизоду: к примеру, на сайте TV.com — 8.7 (очень хорошо), а на сайте DVDtown.com — C (умеренно хорошая оценка).

## Культурные отсылки

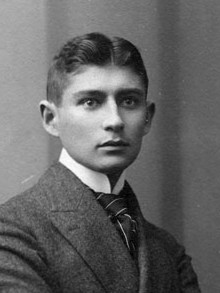
В данном эпизоде присутствуют отсылки к произведениям Франца Кафки

В эпизоде «Blood Feud», как и во многих других сериях «Симпсонов» содержится достаточно большое количество культурных отсылок к другим художественным произведениям. Так, например, сцена, в которой Барт пишет письмо мистеру Бёрнсу под диктовку Гомера левой рукой и высунув язык, напоминает Чарли Брауна, героя комиксов Чарльза Шульца «Мелочь пузатая» (англ. Peanuts). Отсылка на этот комикс уже была использована в серии «The War of the Simpsons». Внешний вид Бёрнса в самом начале серии, когда он страдает от анемии, напоминает описание в «Метаморфозах» Франца Кафки: «Лежащий на полу, дёргающий своими руками и ногами, как умирающее животное».
Картина на здании Спрингфилдской почты напоминает фрагмент фрески Микеланджело «Сотворение Адама». Фраза мистера Бёрнса: «Я могу раздавить его, как муравья» — отсылка к канадскому скетч-шоу «Дети в Холле» (англ. The Kids in the Hall). Фраза мистера Бёрнса о том, каким должен быть подарок Симпсонам — отсылка к книгам Доктора Сьюза. Название каждого из магазинов, где побывал Бёрнс, является культурной отсылкой: название магазина «Алабама — милый дом» (англ. Sweet Home Alabama) — название одной из песен группы «Lynyrd Skynyrd»; магазин «У грабителя Пита» (англ. Plunderer Pete's) — отсылка к большому бакалейному магазину «У торговца Джо» (англ. Trader Joe's); магазин «Щётки идут, щётки идут» (англ. The brushes are coming, the brushes are coming) — отсылка к известной фразе «Русские идут, русские идут» (англ. The Russians are Coming, the Russians are Coming).
Игра Смитерса на банджо в вышеупомянутом магазине — отсылка к фильму «Избавление». Сразу две отсылки к фильму «Гражданин Кейн» можно найти в этом эпизоде: 1) камера, идущая в сторону дома Бёрнса, заснявшая вспышку молнии, которая ярко освещает букву В на воротах; 2) сцена, когда Бёрнс лежит на постели, а Смитерс разговаривает с Хиббертом. Часть сюжета этой серии: Гомер пишет саркастическое письмо, а затем пытается забрать его — отсылка к одному из эпизодов скетч-шоу «Новобрачные» (англ. The Honeymooners).

## Шутки и комические ситуации
Как и в каждом эпизоде «Симпсонов», в этом — множество так называемых «уток» и шуток, высмеивающих разные элементы сериала. Например, в секторе 7-G висят следующие сообщения: «Вам не нужно быть сумасшедшим, но… здесь это помогает», «мы должны стать ОрГаНиЗоВаНнЫмИ» (ещё один намёк на проблемы с психикой у работников АЭС). В то же время Гомер вешает на стену объявление следующего содержания: «Вы хотите это когда?» (намёк на глупость работников, их безответственность, а также непонимание между персоналом и управляющим составом). Другим примером проблем у АЭС является момент, когда работники АЭС, слушая сообщение Смитерса о болезни мистера Бёрнса, отсеивают уран на движущемся контейнере, видно, что среди камушков находится зелёная крыса.
В то же время в некоторых эпизодах, в том числе и в этом, так или иначе упоминаются некоторые постоянные шутки и клише персонажей «Симпсонов»: в кабинете мистера Бёрнса висят трофейные головы динозавров. Это — намёк на его невероятную старость. Когда Хибберт говорит, что Бёрнсу нужно переливание крови, Смитерс говорит: «берите мою, оставьте лишь, чтобы добраться до дома». Первоначально предполагалось, что Смитерс также скажет после: «к жене и детям», однако потом эту фразу вырезали, дабы не убирать одну из основных черт этого персонажа: его возможную гомосексуальность.
Кроме постоянных шуток, в этом шоу есть и единичные комические или просто ситуации. К примеру, Гомер рассказывал Барту историю об Андрокле и льве, чтобы убедить его отдать свою кровь мистеру Бёрнсу, однако он перепутал Андрокла с Гераклом и переврал сюжет, не говоря уже о том, что это не библейская история, как говорил Гомер. Номер машины, в которой находилось оборудование для принятия донорской крови и которую водил Отто, был Plasma1 вместо положенных в США традиционных номеров, а на задних крыльях автомобиля изображены обнажённые женщины, а на пачке салфеток, которыми вытирался Отто, был портрет Шекспира.
Такие интересные заметки, специально созданные авторами сериала, касаются не только умственной деградации жителей Спрингфилда, но и социального статуса некоторых из них, особенно богачей. Такого рода саркастическая шутка содержится и в этом эпизоде: если внимательно присмотреться к письму, отправленному Бёрнсом Симпсонам, можно увидеть обратный адрес, то есть место жительства Бёрнса, а именно «Аллея богачей» (англ. Mammon Lane).
На табло, который висит для информирования горожан об экстренных ситуациях, есть надписи:
- Спокойно, всё отлично
- Незначительная радиационная утечка, закройте окна
- Расплав урана, бегите из города
- Взрыв ядра, раскайтесь за ваши грехи